# Objektiv (Fotopreis)
Der Objektiv ist ein österreichischer Preis für Pressefotografie. Er würdigt die Qualität des österreichischen Fotojournalismus und prämiert außergewöhnliche Arbeiten von Pressefotografen, die in einem österreichischen Medium (Print, Online, Agentur) veröffentlicht wurden.
Er umfasst die Kategorien Innen- und Außenpolitik, Wirtschaft, Chronik, Kunst und Kultur, Sport sowie Fotoserien. Zuletzt wurde der mit insgesamt € 16.000 dotierte Preis 2018 von der APA – Austria Presse Agentur und der Bundesinnung für Berufsfotografen vergeben.
Eine jährlich in wechselnder Zusammensetzung tagende Fachjury, bestehend aus langjährigen Medien- und Fotografieprofis, ermittelt in einem zweistufigen Bewertungsverfahren (online und persönlich) sechs Kategoriesieger und einen Hauptpreisträger. Die Einreichungen werden entsprechend der Teilnahmebedingungen sowie nach inhaltlicher Aussagekraft, ästhetischen, technischen und gestalterischen Qualitätsstandards beurteilt.
Im Jahr 2017 wurde der Preis aufgrund einer Evaluierungsphase nicht ausgeschrieben.

## Preisträger
| Kategorie                    | Preisträger 2006                     | Bildtitel                                    |
| ---------------------------- | ------------------------------------ | -------------------------------------------- |
| Politik und Wirtschaft       | Herbert Pfarrhofer                   | Das ging ins Auge                            |
| Chronik                      | Heinz-Peter Bader                    | Schwan                                       |
| Kunst                        | Robert Newald (Gesamtsieger)         | Jane Birkin                                  |
| Sport                        | Helmut Graf                          | Whitaker                                     |
| Porträt                      | Christian Jungwirth                  | Schokokönig Zotter                           |
| Feature / Themenillustration | Josef Hinterleitner                  | 4. Adventsonntag                             |
| Kategorie                    | Preisträger 2007                     | Bildtitel                                    |
| Politik und Wirtschaft       | Clemens Fabry (Gesamtsieger)         | Ein Kindertraum wird wahr                    |
| Chronik                      | Erika Mayer                          | Bruchlandung                                 |
| Feature / Themenillustration | Dietmar Stiplovsek                   | Schweinekalt                                 |
| Sport                        | Markus Gmeiner                       | Motocross ÖM in Möggers                      |
| Porträt                      | Martin Gnedt                         | Menschen im Südsudan (Kind mit Fliegen)      |
| Kunst und Kultur             | Willi Schraml                        | Georg Baselitz                               |
| Kategorie                    | Preisträger 2008                     | Bildtitel                                    |
| Politik und Wirtschaft       | Georges Schneider                    | In der Steppe Kasachstans                    |
| Chronik                      | Klemens Groh (Gesamtsieger)          | Papst, vom Winde verweht                     |
| Kunst und Kultur             | Robert Newald                        | Hermann Nitsch                               |
| Sport                        | Markus Gmeiner                       | Motocross Rennstart in Möggers               |
| Porträt                      | Volker Weihbold                      | Erzählte Geschichte                          |
| Feature / Themenillustration | Günter Filzwieser                    | Show of Force                                |
| Kategorie                    | Preisträger 2009                     | Bildtitel                                    |
| Innen- und Außenpolitik      | Leonhard Föger                       | Wilhelm Molterer                             |
| Wirtschaft                   | Regine Hendrich                      | AUA-Krise                                    |
| Chronik                      | Helmut Fohringer                     | Himmel und Hölle                             |
| Kunst und Kultur             | Georg Hochmuth                       | Ballett-Gala                                 |
| Sport                        | Robert Jäger (Gesamtsieger)          | Sturz von Daniel Albrecht in Kitzbühel       |
| Fotoserien                   | Miro Kuzmanovic                      | Armenien – Alles was bleibt                  |
| Kategorie                    | Preisträger 2010                     | Bildtitel                                    |
| Innen- und Außenpolitik      | Ian Ehm                              | Kreuzritter?                                 |
| Wirtschaft                   | Clemens Fabry (Gesamtsieger)         | In aller Bescheidenheit                      |
| Chronik                      | Helmut Fohringer                     | Schubhaft                                    |
| Kunst und Kultur             | Ingo Pertramer                       | Robert Palfrader                             |
| Sport                        | Herbert Kratky                       | Kick Off                                     |
| Fotoserien                   | Lisi Niesner / Georg Hochmuth        | Dawson City – The Last Frontier              |
| Kategorie                    | Preisträger 2011                     | Bildtitel                                    |
| Innen- und Außenpolitik      | Roland Schlager                      | Verhandlungspause                            |
| Wirtschaft                   | Stephan Boroviczeny                  | Cleaning Ballerina                           |
| Chronik                      | Heinz Stephan Tesarek                | eyes wide shot                               |
| Kunst und Kultur             | Erich Reismann                       | Jesserer Gertraud                            |
| Sport                        | Andreas Reichart                     | Nordische Ski-WM Oslo                        |
| Fotoserien                   | Heinz Stephan Tesarek (Gesamtsieger) | Der Ruf des Diktators                        |
| Kategorie                    | Preisträger 2012                     | Bildtitel                                    |
| Innen- und Außenpolitik      | Dragan Tatic                         | First Ladies                                 |
| Wirtschaft                   | Ian Ehm                              | Der neue Klassenkampf                        |
| Chronik                      | Dragan Tatic                         | Überlebt                                     |
| Kunst und Kultur             | Heribert Corn                        | Soap&Skin                                    |
| Sport                        | Johann Groder (Gesamtsieger)         | Maria Höfl-Riesch am Mölltaler Gletscher     |
| Fotoserien                   | Fabian Weiß                          | Liebesgeflüster in China                     |
| Kategorie                    | Preisträger 2013                     | Bildtitel                                    |
| Innen- und Außenpolitik      | Jürg Christandl                      | Darabos-Entacher                             |
| Wirtschaft                   | Katja Zanella-Kux                    | kick off                                     |
| Chronik                      | Christian Bruna                      | Du, nein, er!                                |
| Kunst und Kultur             | Ian Ehm                              | Hermann Nitsch                               |
| Sport                        | Leonhard Föger                       | Fußballgott                                  |
| Fotoserien                   | Heinz Stephan Tesarek (Gesamtsieger) | Aus Liebe verlassen (How Could You Leave I.) |
| Kategorie                    | Preisträger 2014                     | Bildtitel                                    |
| Innen- und Außenpolitik      | Matthias Cremer                      | Ernst Strasser vor Gericht                   |
| Wirtschaft                   | Matthias Cremer (Gesamtsieger)       | Spindelegger und das Budgetloch              |
| Chronik                      | Andreas Tischler                     | Deutsche am Wiener Opernball                 |
| Kunst und Kultur             | Jan Hetfleisch                       | Der Engel vom Taksim                         |
| Sport                        | Leonhard Föger                       | Geschafft …                                  |
| Fotoserien                   | Fabian Weiß                          | Bok o Bok – Homophobie in Russland           |
| Kategorie                    | Preisträger 2015                     | Bildtitel                                    |
| Innen- und Außenpolitik      | Christian Fischer (Gesamtsieger)     | Die Quote                                    |
| Wirtschaft                   | Helmut Graf                          | Irmgard Griss                                |
| Chronik                      | Daniel Schaler                       | Hausbesetzung?! Welche Hausbesetzung?        |
| Kunst und Kultur             | Georg Hochmuth                       | Diego Velázquez                              |
| Sport                        | Heinz-Peter Bader                    | Verkehr(t)                                   |
| Fotoserien                   | Philipp Horak                        | Geboren, um zu sterben                       |
| Ikonen (Jubiläumskategorie)  | Walter Wobrazek                      | Wo ist mein Pferd?                           |
| Kategorie                    | Preisträger 2016                     | Bildtitel                                    |
| Innen- und Außenpolitik      | Martin Peneder (Gesamtsieger)        | Flüchtlingsmädchen im Blumenkleid            |
| Wirtschaft                   | Tesarek Heinz Stephan                | Die letzte Naht                              |
| Chronik                      | Weihbold Volker                      | Überlebend                                   |
| Kunst und Kultur             | Robert Newald                        | Fotografin Lisl Steiner                      |
| Sport                        | Andreas Pranter                      | Sprungkraft                                  |
| Fotoserien                   | Christian Bruna                      | Auf der Flucht                               |
| Kategorie                    | Preisträger 2018                     | Bildtitel                                    |
| Innen- und Außenpolitik      | Robert Jäger                         | Angelobung                                   |
| Wirtschaft                   | Helmut Fohringer                     | Kronzeuge                                    |
| Chronik                      | Erwin Scheriau                       | Die Tage danach                              |
| Kunst und Kultur             | Oliver Lerch                         | No-Hands-Handicap                            |
| Sport                        | Florian Ertl                         | First time                                   |
| Fotoserien                   | Stefan Knittel                       | Erich und die Schafe                         |
| Kategorie                    | Preisträger 2019                     | Bildtitel                                    |
| Innen- und Außenpolitik      | Lisi Niesner (Gesamtsiegerin)        | Brexit                                       |
| Wirtschaft                   | Nina Strasser                        | Erika die Erste                              |
| Chronik                      | Helmut Fohringer                     | Verschneit                                   |
| Kunst und Kultur             | Heinz Stephan Tesarek                | Der kleine Tod des Cinema erotique           |
| Sport                        | Leonhard Foeger                      | Abschied                                     |
| Fotoserien                   | Heinz Stephan Tesarek                | Chabela, die Königin vom Kella               |